# Osamu Dazai
 (décembre 2018).
Si vous disposez d'ouvrages ou d'articles de référence ou si vous connaissez des sites web de qualité traitant du thème abordé ici, merci de compléter l'article en donnant les références utiles à sa vérifiabilité et en les liant à la section « Notes et références ».
Œuvres principales
- La Déchéance d'un homme (1948)

Osamu Dazai (太宰 治, Dazai Osamu), né le 19 juin 1909 et mort le 13 juin 1948, est l'un des écrivains japonais les plus célèbres du XXe siècle. 
Il est connu pour son style ironique et pessimiste, typique du watakushi shōsetsu et de l'école buraiha, ainsi que pour son obsession du suicide et son sens aigu de la fantaisie.

## Biographie

### Enfance et jeunesse
Son vrai nom est Shūji Tsushima (津島 修治, Tsushima Shūji). Il est né à Kanagi dans le Tsugaru, une région assez isolée du Japon de l'époque, au nord du Tōhoku dans la préfecture d'Aomori. Son père, membre de la Chambre des pairs, était souvent en voyage et sa mère était très malade après avoir accouché de onze enfants, aussi Osamu a-t-il été élevé par les serviteurs de la famille.
Le jeune Shūji séjourna dans des pensionnats pendant toute son enfance, d'abord à Aomori et plus tard à Hirosaki. Il était un brillant élève et écrivait déjà très bien ; il édita des publications étudiantes et y contribua en y publiant quelques-unes de ses œuvres.
Sa vie commença à changer quand son idole, l'écrivain Akutagawa Ryūnosuke, se suicida en 1927. Shūji délaissa ses études, dépensa son argent en alcool, en vêtements et avec des prostituées, tout en s'intéressant au marxisme, qui à l'époque était sévèrement réprimé par le gouvernement. Il déclara se sentir coupable d'être né dans « la mauvaise classe sociale ». Le 10 décembre 1929, la nuit avant les examens de fin d'année, qu'il n'avait aucun espoir de réussir, Shūji tenta de se suicider par overdose de somnifères. Il survécut et reçut son diplôme l'année suivante. Ce ne sera que la première des nombreuses tentatives de suicide dans sa vie.
Shūji s'inscrit alors à la faculté de littérature française de l'université impériale de Tōkyō et arrêta aussitôt d'étudier. En octobre de la même année, il s'enfuit avec la geisha Hatsuyo Oyama, acte qui lui valut d'être répudié par sa propre famille. Neuf jours après cette décision, il essaya de se suicider par noyade sur une plage de Kamakura avec une autre femme qu'il connaissait à peine, une serveuse de 19 ans appelée Shimeko Tanabe. Elle meurt, mais Shūji est sauvé par des pêcheurs qui passaient par là dans leur bateau. Sa famille intervient pour arrêter une enquête de la police et faire annuler son expulsion. Shūji et Hatsuyo se marient en décembre.
Cette situation plus ou moins heureuse ne dura pas longtemps puisque Shūji fut arrêté pour ses liens avec le Parti communiste japonais. Son frère Bunji réussit à lui faire parvenir un accord : si Shūji coupait tout lien avec le parti et était diplômé de l'université, il serait à nouveau le bienvenu au sein de la famille. Il accepta.

### Début de sa carrière littéraire
À la grande surprise de toutes les personnes concernées, Shuji honora sa promesse et se calma. Il connut l'écrivain Masuji Ibuse, qui l'aida à publier ses premières œuvres et à obtenir une bonne réputation.
Les années suivantes furent très productives. Shuji écrivit beaucoup et utilisa le nom de plume « Osamu Dazai » pour la première fois dans une nouvelle appelée Train (1933), sa première expérience dans le style autobiographique à la première personne (watakushi shōsetsu) qui deviendra plus tard sa signature. En 1935, il devint clair qu'il ne réussirait pas ses études, et sa recherche de travail dans un journal de Tōkyō échoua. Il tenta de se suicider par pendaison le 19 mars 1935.
Moins de trois semaines après, Osamu, atteint d'une appendicite aiguë, fut hospitalisé. Pendant ce temps, il devint dépendant du Pabinal, un analgésique à base de morphine. Après un an d'addiction, on l'emmena dans une institution psychiatrique en octobre 1936, où on l'enferma dans une chambre et le força à se désintoxiquer. Ce « traitement » dura plus d'un mois, pendant lequel sa femme Hatsuyo commit un adultère avec le meilleur ami d'Osamu, Zenshirō Kodate. Ceci se révéla peu après, et Osamu essaya de se suicider par shinjū avec sa femme ; ils prirent des somnifères, mais ne moururent pas. Ils divorcèrent peu après. Osamu se remaria rapidement, avec une professeur de collège, Ishihara Michiko. Leur première fille, Sonoko, est née en juin 1941.
Il écrira plusieurs romans et nouvelles pendant les années 1930 et 1940, le plus souvent autobiographiques. Son premier roman, Gyofukuki (1933) est une fantaisie noire incorporant le suicide. Il écrira plusieurs nouvelles en cette période, dont Dōke no hana (1935), Gyakkō (1935) qui était candidat du premier prix Akutagawa, Kyōgen no kami (1936) et celles qui composent son recueil publié en 1936, Bannen, qui décrivent sa solitude et sa débauche.

### La guerre
Le Japon entra guerre en décembre 1941, mais Osamu fut exempté du service militaire obligatoire à cause de ses problèmes de santé (la tuberculose fut diagnostiquée). Les censeurs devinrent de plus en plus réticents à accepter son travail, mais il réussit à publier assez souvent, devenant l'un des rares auteurs à publier pendant la guerre.
Plusieurs contes qu'il publia pendant la guerre sont des reprises des contes de Ihara Saikaku (1642-1693). Il publia aussi Udaijin Sanetomo (1943), inspiré de la vie de Minamoto no Sanetomo, Tsugaru (1944), Pandora no hako (1945-1946), et un recueil de contes de fées, Otogizōshi (1945).
Sa maison fut brûlée deux fois pendant le bombardement de Tōkyō par les Américains, mais sa famille et lui s'en échapperont sans blessures. En raison du risque trop élevé de vivre à Mitaka (dans la région de Tokyo), il escorte sa femme et ses enfants à Kôfu en mars 1945 auprès de sa belle-sœur. Le 2 avril, une bombe tombe sur sa maison de Mitaka et il manque de se faire ensevelir sous les décombres d'un mur contre lequel il s'était abrité et qui s'effondra. Il rejoint alors sa famille à Kôfu quelques jours plus tard. Dazai et son épouse Michiko eurent un fils, Masaki, né en août 1944, et une fille, Satoko (qui deviendra plus tard la célèbre écrivaine Yuko Tsushima), en mai 1947.

### Carrière littéraire d'après-guerre
Il atteint l'apogée de sa carrière littéraire dans les années qui suivent la fin de la guerre.
Dans Biyon no Tsuma (« La Femme de Villon », 1947), il décrit une vie sans but dans le Tōkyō d'après-guerre. Le narrateur est la femme d'un poète qui l'a abandonnée. Elle travaille pour un barman à qui son mari avait volé de l'argent. Sa détermination est durement mise à l'épreuve, elle subit un viol et les infidélités de son mari, mais sa volonté reste de fer.
En juillet 1947 est publié Soleil Couchant, l'une de ses œuvres les plus lues, qui décrit le déclin de la noblesse japonaise après la guerre. Il devient encore plus célèbre et populaire. Dazaï a un enfant illégitime avec l'une de ses admiratrices, et sa santé commence à se détériorer. C'est à cette époque qu'il fait la connaissance de Tomie Yamazaki (山崎富栄), esthéticienne et veuve de guerre, dont le mari était mort dix jours après leur mariage. L'écrivain abandonne sa femme et ses enfants et emménage avec Tomie, écrivant alors La Déchéance d'un homme (人間失格, 1948).

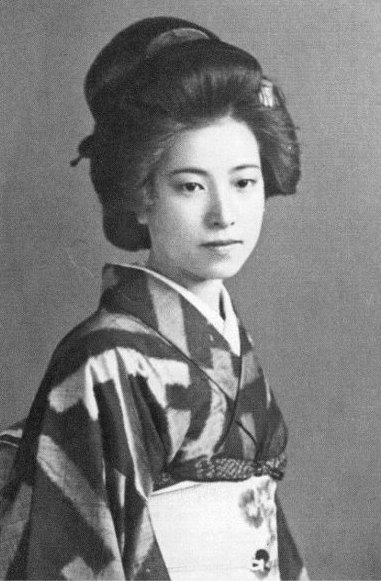
Tomie Yamazaki.

Pendant le printemps de 1948 il travaille sur une nouvelle qui sera publiée dans le journal Asahi Shinbun, Gutto bai (« Goodbye »). Il meurt le 13 juin 1948, noyé avec Tomie dans l'aqueduc de Tamagawa qui est proche de leur maison et alors en crue. Les corps ne sont retrouvés que le 19 juin, jour de son 39e anniversaire. Il est enterré au temple Zenrin-ji dans la ville de Mitaka de la préfecture de Tokyo.
Des rumeurs persistantes affirment que sa dernière tentative de suicide n'en était pas une, qu'il fut tué par Yamazaki, laquelle se suicida après avoir jeté son corps au canal. Cette théorie est au cœur de plusieurs romans et d'un drame passé à la télévision japonaise, mais il n'y a aucune preuve de sa véracité. D'autres pensent que c'est une forme de shinjū.

## Style et œuvres

### Style littéraire
Le style d'Osamu est surtout marqué par son utilisation de la première personne. Toutes ses œuvres sont plus ou moins autobiographiques, mais pouvaient être écrites en tant qu'extrait de journal intime, essai, lettre, journalisme ou soliloque.
Son style est aussi très pessimiste relatif au sens de la vie, reflétant sa propre personnalité. Les personnages de ses romans trouvent souvent que le suicide (souvent par shinjū) est la seule manière de s'échapper de leurs existences infernales, mais échouent souvent dans leurs tentatives par pure apathie envers leur propre existence, le fait de survivre ou pas leur étant parfaitement égal.
Ses œuvres oscillent entre le drame et la comédie, le mélodrame et l'humour, et il change son vocabulaire selon le style choisi.
Son opposition à certaines modes sociales et littéraires était partagée par les membres de la buraiha, dont Ango Sakaguchi et Sakunosuke Oda.
L’écrivain japonais Yukio Mishima (1925 – 1970), qui comme Dazai mit fin à ses jours, dit dans un livre d’entretiens du poète Jean Pérol sur la Littérature japonaise (« Regards d’encre – Écrivains japonais 1966-1986 », éditions La Différence, 1995) qu’il convient qu’Osamu Dazai et lui font partie de la même école ‘romantique’ (‘Nippon Roman Ha’). Mais il dit être critique d’Osamu Dazai car, selon Mishima, Dazai « représente le coté maladif, faible, hypersensible de la fin du romantisme japonais » … et que « Dazai aurait commercialisé la faiblesse humaine… Évidemment, je sais bien qu’on écrit parce qu’on est faible ; pourtant, bien que tous les écrivains soient faibles, ils ne doivent pas commercialiser cette faiblesse. » (sic).
Au travers de cette opinion semblent transparaître des différences de personnalité et de sensibilité entre les deux écrivains par rapport à la défaite du Japon et à son occidentalisation à l'issue de la Seconde Guerre mondiale.

## Œuvres traduites en français
- 1933-1948 : Cent vues du mont Fuji (富嶽百景), dix-huit récits traduits par Didier Chiche, Éditions Philippe Picquier, 1993 ; réédition, Picquier, coll. « Picquier poche » no 202, 2003, réimpression 2011. Ce recueil comprend :
  - Mes frères
  - Le Train
  - Femelle
  - Paysage doré
  - Toute plaisanterie mise à part
  - Un vœu exaucé
  - Cent vues du mont Fuji
  - I can speak
  - Belle enfant
  - Le Chien
  - Il y a tout de même une Providence
  - Huit tableaux de Tôkyô
  - L'Aurore
  - Le Jardin
  - Pa-pa
  - Merry Christmas
  - Narcissisme et cigarettes
  - Les Cerises
- 1936 : Mes dernières années (晩年), quinze récits traduits par Juliette Brunet et Yûko Brunet, Fayard, 1997. Ce recueil comprend :
  - Feuilles
  - Souvenirs
  - Journal d'un carquois en galuchat
  - Le Train
  - La Carte du monde
  - L’Île aux singes
  - Le Petit Moineau
  - La Fine Fleur des bouffons
  - Jeune homme au masque de singe
  - À rebours
  - Il n'est plus l'homme qu'il était
  - Romanesque
  - Le Jouet
  - Feux follets dans un cimetière
  - Gribouillages d’illettré
- 1939-1946 : Écolière (女生徒), suivi de La Boîte de Pandore (パンドラの匣), deux nouvelles traduites par Hervé Audouard, Éditions du Rocher, coll. « Motifs Poche » no 341, 2018.
- 1939-1948 : Bambou-bleu et autres contes, trois contes traduits par Hélène Morita, Éditions Le Serpent à plumes, coll. « Fiction étrangère », 2008 ; réédition, Cambourakis, coll. « Cambourakis Poche », 2019. Ce recueil comprend :
  - Bambou-bleu (竹青)
  - Lanternes romantiques (ろまん燈籠)
  - À propos d'amour et de beauté (愛と美について)
- 1940 : Cours, Melos ! (走れメロス, Hashire Merosu?)
- 1941 : À propos du vêtement, dans Cent ans de pensée au Japon (Tome 1 - p. 219-240), texte traduit par Didier Chiche, Éditions Philippe Picquier, 1996.
- 1944 : Pays natal (津軽), récit traduit par Didier Chiche, Éditions Philippe Picquier, 1995 ; réédition, Picquier, coll. « Picquier poche » no 258, 2005.
- 1945 : Les Deux Bossus (お伽草紙), quatre contes traduits par Silvain Chupin, Éditions Philippe Picquier, 1997 ; réédition sous le titre Le Mont crépitant, Picquier, coll. « Picquier poche », 2009. Ce recueil comprend :
  - Les Deux Bossus
  - Monsieur Urashima
  - Le Mont crépitant
  - Le Moineau à la langue coupée
- 1946 : Souvenirs d'une coupure de cent yen (貨幣), dans Les Ailes La Grenade Les Cheveux blancs et douze autres récits (1945-1960), nouvelle traduite par Jacqueline Pigeot, Éditions Le Calligraphe-Picquier, 1986 ; réédition, Éditions Philippe Picquier, 1991 ; réédition dans Anthologie de nouvelles japonaises (Tome II - 1945-1955) - Les Ailes ; La Grenade ; Les Cheveux blancs, Picquier, coll. « Picquier poche » no 102-104, 1998.
- 1946 : Une visite, dans Les Portes de l'enfer, nouvelle traduite par Ivan Morris en collaboration avec Arlette Rosenblum et Maurice Beerblock, Éditions Stock, 1957.
- 1947 : La Femme de Villon (ヴィヨンの妻), dans Bulletin de l'Association des Français du Japon no 93-94, nouvelle traduite par Paul Anouilh, septembre-octobre 1969 ; réédition, Éditions Sillage, 2017 ; nouvelle traduction par Silvain Chupin, Éditions du Rocher, coll. « nouvelle », 2005.
- 1947 : Soleil couchant (斜陽), roman traduit par Hélène de Sarbois et Gaston Renondeau, Gallimard, coll. « Du monde entier », 1961 ; réédition, Gallimard, coll. « L'Imaginaire » no 117, 1986 ; nouvelle traduction par Didier Chiche, Les Belles Lettres, coll. « L'Exception » no 10, 2017.
- 1948 : Bizan (眉山), dans Jeunesse - Anthologie de nouvelles japonaises contemporaines Tome 1, nouvelle traduite par Jean-Jacques Tschudin, Éditions du Rocher, 2007.
- 1948 : Les Cerises (桜桃), dans Anthologie de nouvelles japonaises contemporaines (Tome I), nouvelle traduite par Yûko Brunet et Isabelle Py-Balibar, Gallimard, 1986. (À noter que cette nouvelle figure, dans une traduction différente et ultérieure, dans Cent vues du mont Fuji.)
- 1948 : Souvenirs de saké (酒 の 追憶), traduit par Ryoko Sekiguchi et Patrick Honnoré, La Cocotte, coll. « Raconte-moi une histoire de cuisine », volume 3, 2011. Repris dans Le Club des Gourmets et autres cuisines japonaises, P.O.L., 2013 ; réédition, P.O.L., coll. « #Formatpoche », 2019.
- 1948 : Madame Amphitryon (饗応夫人, extrait du recueil 桜桃), dans France-Asie n°76 (p. 659-667), nouvelle traduite par Rikutaro Fukuda, septembre 1952.
- 1948 : La Déchéance d'un homme (人間失格), roman traduit par Georges Renondeau, Gallimard, coll. « Du monde entier », 1962 ; Gallimard, coll. « Connaissance de l'Orient, série japonaise » no 46, 1990 ; rééd. Les Belles Lettres, coll. « L'Exception », Paris, trad. fr. Didier Chiche, 2024  (ISBN 978-2251455587)

Plusieurs textes d'Osamu Dazai restent inédits en français.

## Osamu Dazai peintre
Influencé par son frère Keiji et par des artistes peintres de ses connaissances, comme Hamae Sakurai et Kunio Hisatomi, Osamu Dazai a peint plusieurs portraits à l'huile.

## Adaptations
Plusieurs œuvres d'Osamu Dazai ont fait l'objet d'adaptations sur divers supports.

### Théâtre
Le conte Cours, Melos ! (Hashire Melos) a été adapté au théâtre par Shūji Terayama en 1972.

### Animation
Deux des récits et contes d'Osamu Dazai ont été adaptés en moyens métrages d'animation dans une collection intitulée Youth Literature (ou Aoi Bungaku Series) produite par le studio Madhouse en 2009.
- Cours, Melos ! a été adapté par le réalisateur Ryosuke Nakamura (et diffusé en France sous le titre Melos) en 1992.
- La Déchéance d'un homme a été adaptée dans la même série.
- Osamu Dazai, l'un des personnages principaux de la série d'animation japonaise Bungo Stray Dogs, a été créé en s'inspirant de cet auteur, lui aussi, a des tendances suicidaires et est un mystérieux charmeur.
- On aperçoit furtivement un extrait de Mes dernières années dans l'épisode 5 de l'anime Shingetsukan Tsukihime[3].
- Est un des personnages principaux de l'anime : BUNGO AND ALCHEMIST -GEARS OF JUDGEMENT- débuté le 29 avril 2020 en France, et toujours en cours de diffusion. Dans le premier épisode, Osamu Dazaï est enfermé dans son roman "Cours, Melos!".

### Manga
Un manga de Noda Hiroshi, Isekai Shikkaku, publié depuis 2020, le met en scène dans un isekai et dans un autre anime appelé bungou stray dogs connue pour le personnage dazai qui cherche à se suicider tout au long de l’œuvre 
Ainsi qu'une adaptation de la Déchéance d'un homme par Junji Ito en 2017

### Films
- 2019 : Ningen shikkaku: Dazai Osamu to san-nin no onnatachi

### Jeux vidéo
- 2017: Ikemen Vampire : Temptation in the Dark, dedans Osamu Dazai y est l'un des personnages principaux réincarné en vampire.